# Discografia dei Rage Against the Machine
La discografia dei Rage Against the Machine, gruppo musicale rap metal statunitense attivo dagli anni novanta, è costituita da quattro album in studio, uno dal vivo, una raccolta e oltre dieci singoli e altrettanti video musicali.

## Album

### Album in studio
| Anno | Album                                                                                                 | Classifiche | Classifiche | Classifiche | Classifiche | Classifiche | Classifiche | Classifiche | Classifiche | Classifiche | Classifiche | Classifiche | Classifiche | Classifiche | Certificazioni                                                              |
| Anno | Album                                                                                                 | US          | AUS         | AUT         | CAN         | FIN         | FRA         | GER         | ITA         | NLD         | NZ          | SWE         | SWI         | UK          | Certificazioni                                                              |
| ---- | --- | ----------- | ----------- | ----------- | ----------- | ----------- | ----------- | ----------- | ----------- | ----------- | ----------- | ----------- | ----------- | ----------- | --------------------------------------------------------------------------- |
| 1992 | Rage Against the Machine - Pubblicato: 6 novembre - Etichetta: Epic - Formati: CD, MC, LP             | 45          | 12          | —           | —           | —           | 8           | 22          | —           | 5           | 9           | 22          | 16          | 17          | - AUS: Oro - CAN: Platino - ITA: Platino - UK: 2× Platino - USA: 3× Platino |
| 1996 | Evil Empire - Pubblicato: 16 aprile - Etichetta: Epic - Formati: CD, MC, LP                           | 1           | 2           | 2           | 4           | 5           | 1           | 2           | 10          | 4           | 3           | 1           | 4           | 4           | - CAN: Platino - UK: Oro - USA: 3× Platino                                  |
| 1999 | The Battle of Los Angeles - Pubblicato: 2 novembre - Etichetta: Epic (EK 69630) - Formati: CD, MC, LP | 1           | 2           | 17          | 1           | 2           | 10          | 7           | 17          | 28          | 1           | 4           | 15          | 23          | - AUS: Platino - CAN: 2× Platino - UK: Oro - USA: 2× Platino                |
| 2000 | Renegades - Pubblicato: 5 dicembre - Etichetta: Epic - Formati: CD, MC, LP                            | 14          | 10          | 66          | 13          | 25          | —           | 47          | —           | —           | —           | —           | 49          | 71          | - AUS: Platino - UK: Oro - USA: Platino                                     |

### Album dal vivo
| Anno | Album                                                                                              | Classifiche | Classifiche | Classifiche | Classifiche | Classifiche | Certificazioni |
| Anno | Album                                                                                              | US          | AUS         | FRA         | NZ          | UK          | Certificazioni |
| ---- | -------------------------------------------------------------------------------------------------- | ----------- | ----------- | ----------- | ----------- | ----------- | -------------- |
| 2003 | Live at the Grand Olympic Auditorium - Pubblicato: 25 novembre - Eticehtta: Epic - Formati: CD, LP | 94          | 69          | 101         | 34          | 151         | - AUS: Platino |

### Raccolte
| Anno | Titolo                                                                                            |
| ---- | ------------------------------------------------------------------------------------------------- |
| 1997 | Live & Rare - Pubblicato: 16 luglio 1997 (solo in Giappone) - Etichetta: Sony Japan - Formati: CD |

## Singoli
| Anno | Titolo                      | Classifiche | Classifiche | Classifiche | Classifiche | Album di provenienza      |
| Anno | Titolo                      | US          | US Main.    | US Alt.     | UK          | Album di provenienza      |
| ---- | --------------------------- | ----------- | ----------- | ----------- | ----------- | ------------------------- |
| 1993 | Killing in the Name         | —           | —           | —           | 1           | Rage Against the Machine  |
| 1993 | Bullet in the Head          | —           | —           | —           | 16          | Rage Against the Machine  |
| 1993 | Bombtrack                   | —           | —           | —           | 37          | Rage Against the Machine  |
| 1994 | Freedom                     | —           | —           | —           | —           | Rage Against the Machine  |
| 1996 | Bulls on Parade             | —           | 36          | 11          | 8           | Evil Empire               |
| 1996 | People of the Sun           | —           | —           | —           | 26          | Evil Empire               |
| 1996 | Down Rodeo                  | —           | —           | —           | —           | Evil Empire               |
| 1996 | Tire Me                     | —           | —           | —           | —           | Evil Empire               |
| 1997 | Vietnow                     | —           | —           | —           | —           | Evil Empire               |
| 1998 | The Ghost of Tom Joad       | —           | 35          | 34          | —           | Rage Against the Machine  |
| 1998 | No Shelter                  | —           | 30          | 33          | —           | Godzilla OST              |
| 1999 | Guerrilla Radio             | 69          | 11          | 6           | 32          | The Battle of Los Angeles |
| 2000 | Sleep Now in the Fire       | —           | 16          | 8           | 43          | The Battle of Los Angeles |
| 2000 | Testify                     | —           | 22          | 16          | —           | The Battle of Los Angeles |
| 2000 | Calm Like a Bomb            | —           | —           | —           | —           | The Battle of Los Angeles |
| 2000 | Renegades of Funk           | —           | 19          | 9           | —           | Renegades                 |
| 2001 | How I Could Just Kill a Man | —           | 39          | 37          | —           | Renegades                 |

## Videografia

### Album video
- 1997 – Rage Against the Machine
- 1999 – Revolution USA
- 2000 – The Battle of Mexico City

### Video musicali
| Anno | Titolo                      | Regista                           |
| ---- | --------------------------- | --------------------------------- |
| 1992 | Killing in the Name         | Peter Gideon Alias (Peter Higney) |
| 1993 | Bullet in the Head          | BBC Worldwide Americas, Inc.      |
| 1993 | Bombtrack                   | Peter Christopherson              |
| 1993 | Freedom                     | Peter Christopherson              |
| 1996 | Bulls on Parade             | Peter Christopherson              |
| 1996 | People of the Sun           | Peter Christopherson              |
| 1997 | The Ghost of Tom Joad       | Heather Perry                     |
| 1998 | No Shelter                  | Gavin Bowden                      |
| 1999 | Guerrilla Radio             | Honey                             |
| 2000 | Sleep Now in the Fire       | Michael Moore                     |
| 2000 | Testify                     | Michael Moore                     |
| 2000 | Renegades of Funk           | Steven Murashige                  |
| 2003 | How I Could Just Kill a Man | Harri Kristin                     |